# Інститут Нільса Бора

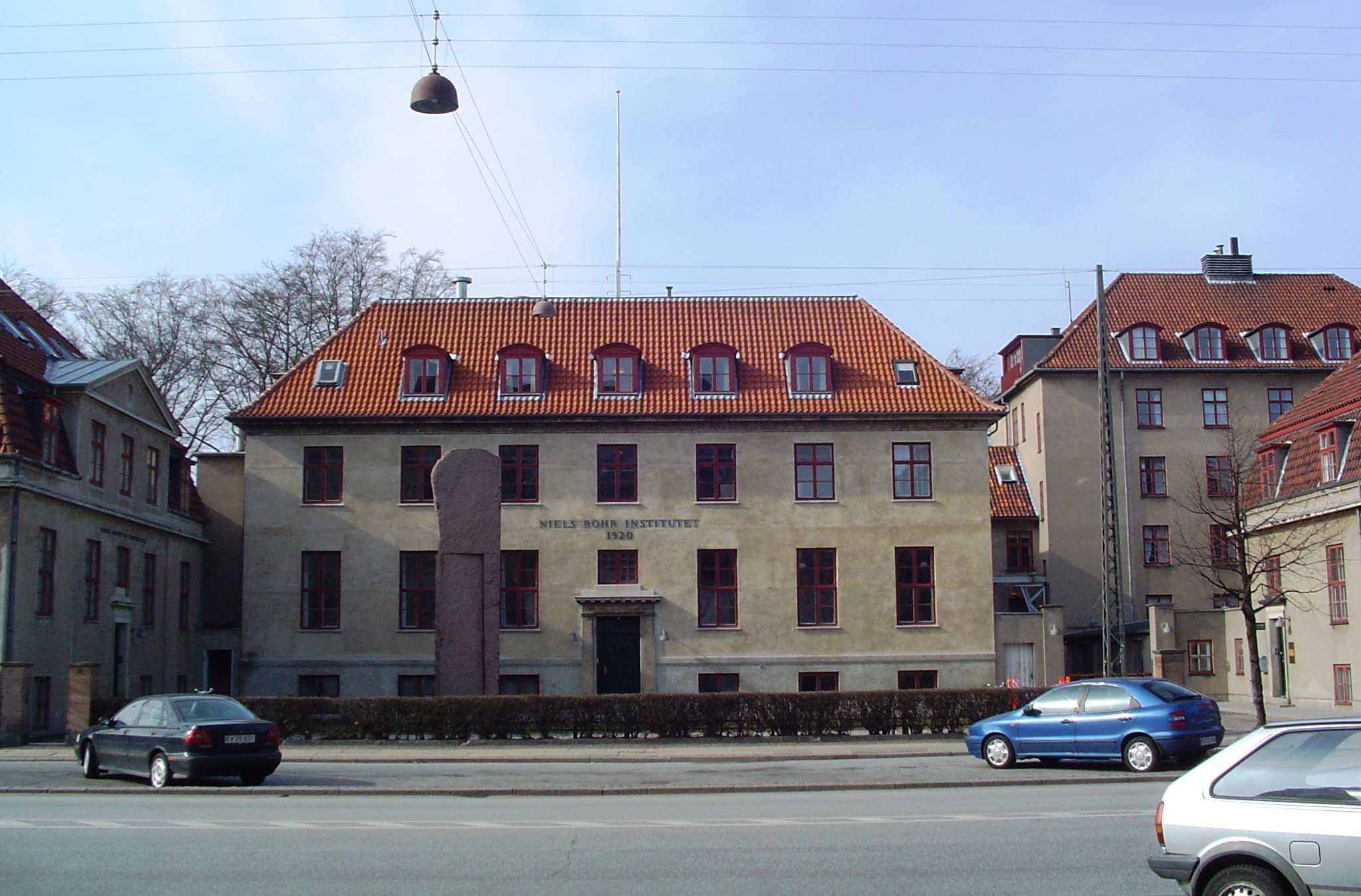
Вигляд інституту Нільса Бора у 2005 році

Інститут Нільса Бора (дан. Niels Bohr Institutet) — науково-дослідний інститут, який займається проблемами астрономії, ядерної фізики, фізики елементарних частин, геофізики та інше, який входить у структуру Копенгагенського університету.
Інститут був заснований 1920 року за фінансової підтримки компанії по варінню пива Carlsberg та знаменитого данського фізика-теоретика Нільса Бора, який завідував кафедрою з 1916 року. У вісімдесяту річницю з дня його народження (7 жовтня 1965 року) Інститут теоретичної фізики Університету Копенгагену отримав ім'я свого засновника.
В 1910-ті, 1920-ті и 1930-ті роки Інститут був центром наук які розвивалися: атомної фізики та квантової фізики. Фізики із всієї Європи та інших кінців світу часто відвідували Інститут, щоб зустрітися і порадитися іщ Нільсом Бором на теми нових теорій та відкриттів. Копенгагенська інтерпретація квантової механіки отримала свою назву завдяки праці, яку провели в Інституті в той час.

## Наукові секції
Дослідження в Інституті Нільса Бора відбувається у десяти розділах дослідження, що охоплюють широкий спектр фізики, а саме астрофізики, біофізики, фізики твердих тіл, геофізики, фізики елементарних частинок та електронної науки.

## Нагороди та заслуги
У 2010, університет святкував 125 річницю від дня народження Нільса Бора, інститут заснував Медаль Пошани Інституту ім. Нільса Бора. Це щорічна премія, яка дається тому, хто є «особливим видатним дослідником, який працює як Нільс Бор у галузях міжнародного співробітництва та обміну знаннями».
Медаль розробив данський скульптор Ріккі Рабен спеціально для інституту Нільса Бора. З фронтової частини портрет Нільса Бора, атоми та зірки. Також тут є цитата Бора: У чому полягає ціль людини і що залежить в кінцевому підсумку від людей? Ми залежимо від наших слів. Ми призупинені мовою. Наше завдання — передавати досвід та ідеї іншим. На звороті медалі: Уні,верситету Знань — назва, яку дав Бору Колумбійський Університет 1954 року. Nosce te ipsum на латині що означає «пізнай все». Цю цитату приписують Дельфійському оракулу, який служив Аполлонові в Греції.
Recipients:
- 2010: Лео Каданов[3]
- 2011: Андрій Гейм[4]
- 2012: Хуан Іґнасіо Сірак[1]
- 2013: Fabiola Gianotti[5]
- 2014: Глетчисту Жером Шапелаз[6]
- 2015: Астрофізик Браян П. Шмідт[7]
- 2016: Герард 'т Гофт[8]